# Rhaponticum
 Rhaponticum  Vaill., 1754 è un genere di piante angiosperme dicotiledoni appartenenti alla famiglia delle Asteraceae, dall'aspetto di erbacee sub-arbustive perenni.

## Etimologia
Il nome del genere (Rhaponticum) deriva dalla somiglianza delle foglie di alcune specie di questo genere con quelle del genere Rheum (in particolare con la specie Rheum rhaponticum L.) comune in alcune zone dell'Asia occidentale.

Il nome scientifico è stato proposto dal botanico francese Sébastien Vaillant (Vigny, 26 maggio 1669 – 20 maggio 1722) nella pubblicazione ”Der Konigl. Akademie der Wissenschaften in Paris Physische Abhandlungen”  del 1754.

## Descrizione

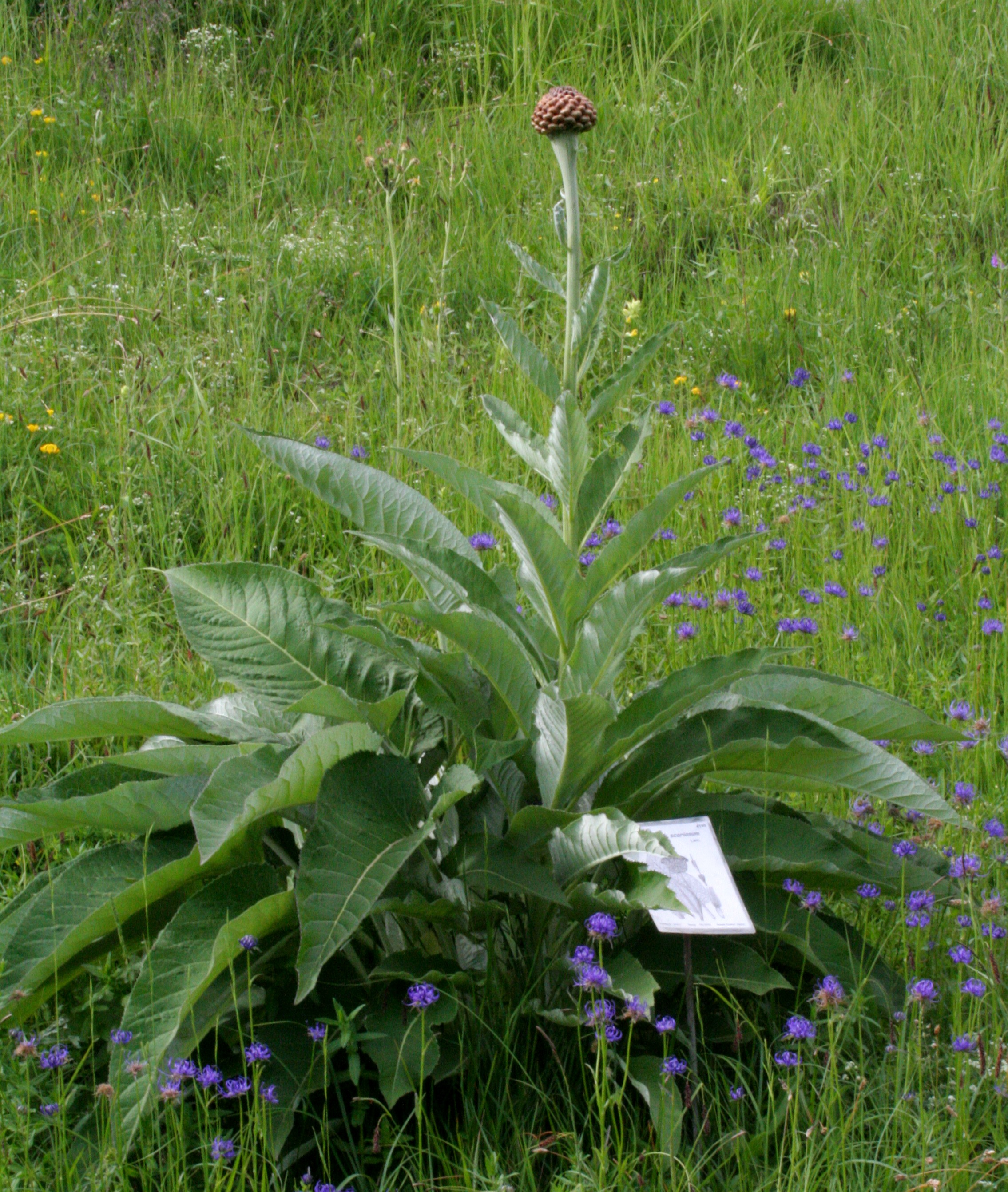
Il portamento
"Giardino Botanico delle Alpi Orientali", Monte Faverghera (BL), 1500 m s.l.m. - 28/06/2008

Le piante di questo genere possono arrivare fino a 1,5 metri di altezza. La forma biologica nella maggioranza dei casi è emicriptofita scaposa (H scap): ossia sono piante perennanti tramite gemme posizionate al livello del terreno con fusto allungato e mediamente poco foglioso. Contrariamente ad altre specie simili, queste non sono spinose. Alcune specie sono lievemente aromatiche.

### Radici
Le radici sono secondarie da rizoma.

### Fusto
- Parte ipogea: la parte sotterranea consiste in un rizoma.
- Parte epigea: la parte aerea del fusto è ascendente, tubulosa, allungata e semplice (raramente ramificata). La superficie del fusto è striata e ricoperta di peli ragnatelosi (nelle parti giovani).

### Foglie

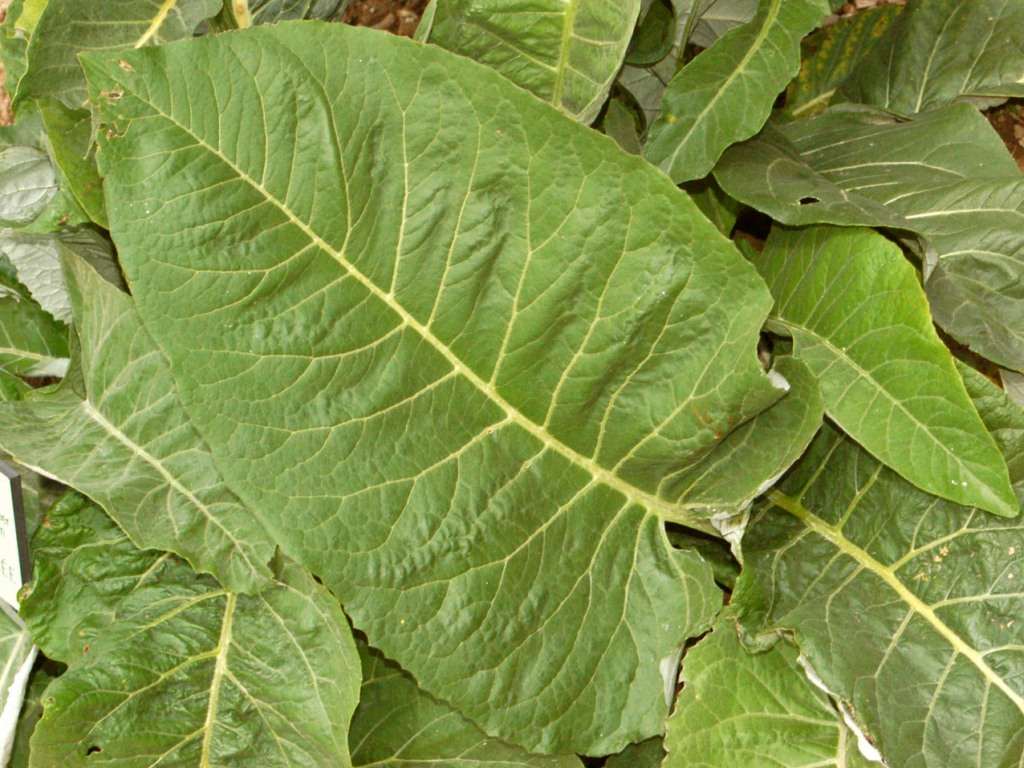
Le foglie

Le foglie basali hanno generalmente una lamina intera a forma lanceolata con picciolo allungato (in alcune specie la lamina è del tipo pennatosetta con segmenti lobati). Le foglie cauline sono disposte in modo alterno, sono lanceolate e progressivamente minori; quelle superiori sono quasi sessili. La pagina inferiore della lamina è bianco- tomentosa, mentre quella superiore è verde. Dimensioni delle foglie maggiori: larghezza 20 cm; lunghezza 40–50 cm. 

### Infiorescenza

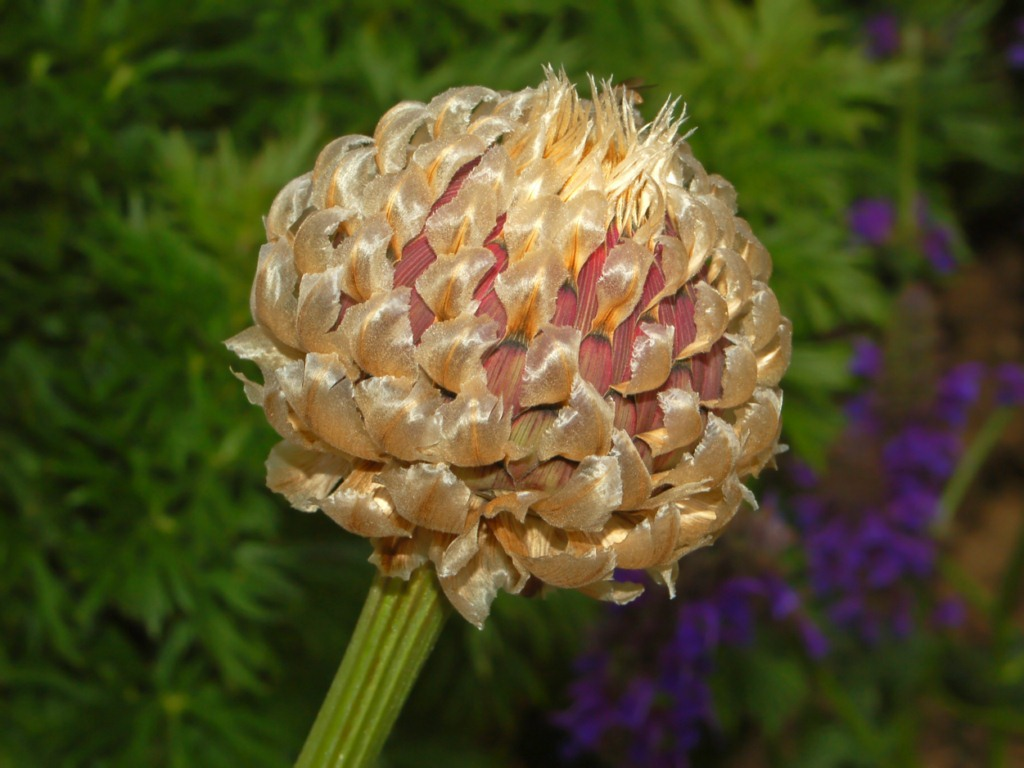
Il capolino

Le infiorescenze si compongono di un grosso e unico capolino. I capolini sono formati da un involucro composto da diverse brattee (o squame) con appendice membranosa (scariosa ma non spinosa), bruna e frangiata (a volte è divisa in 2 – 3 lobi flabellati), disposte su più serie in modo embricato all'interno del quale un ricettacolo con pagliette fa da base ai fiori. Dimensione del capolino: da 3 a 7 e più cm.

### Fiori
I fiori sono tutti del tipo tubuloso (il tipo ligulato, ossia i fiori del raggio, presente nella maggioranza delle Asteraceae,  qui è assente), sono ermafroditi e sono inoltre tetra-ciclici (sono presenti 4 verticilli: calice – corolla – androceo – gineceo) e pentameri (ogni verticillo ha 5 elementi).
- Formula fiorale:

- /x K {\displaystyle \infty }, [C (5), A (5)], G 2 (infero), achenio

- Calice: i sepali del Calice sono ridotti ad una coroncina di squame.
- Corolla: la corolla è tubulosa con apice a 5 stretti lobi. Il colore della corolla è rosso-purpureo, bianco o giallo.
- Androceo: gli stami sono 5 con filamenti liberi e le antere saldate in un manicotto circondante lo stilo.[10]
- Gineceo: gli stigmi dello stilo sono due divergenti; l'ovario è infero uniloculare formato da 2 carpelli.[10]

### Frutti
I frutti sono degli acheni in genere marrone con pappo a setole piumose disposte su più serie, quelle esterne sono minori di quelle interne. La forma degli acheni è obovoide-oblunga con diverse coste longitudinali (la sezione è tetragonale). Dimensione dell'achenio: fino a 4 mm.

## Biologia
- Impollinazione: l'impollinazione avviene tramite insetti (impollinazione entomogama).
- Riproduzione: la fecondazione avviene fondamentalmente tramite l'impollinazione dei fiori (vedi sopra).
- Dispersione: i semi cadendo a terra (dopo essere stati trasportati per alcuni metri dal vento per merito del pappo – disseminazione anemocora) sono successivamente dispersi soprattutto da insetti tipo formiche (disseminazione mirmecoria).

## Distribuzione e habitat
La distribuzione del genere è relativa alle montagne dell'Europa, Africa nord-occidentale e Asia temperata (una fascia che va dall'Anatolia alla Mongolia a nord della catena himalayana e a sud della Siberia). In Italia questo genere è presente soprattutto al Nord.

Tutte le specie spontanee della flora italiana vivono sull'arco alpino. La tabella seguente mette in evidenza alcuni dati relativi all'habitat, al substrato e alla distribuzione delle specie alpine.
| Specie | Comunità vegetali | Piani vegetazionali | Substrato  | pH     | Livello trofico | H2O   | Ambiente    | Zona alpina         |
| --- | ----------------- | ------------------- | ---------- | ------ | --------------- | ----- | ----------- | ------------------- |
| R. coniferum | 12                | montano collinare   | Ca – Si    | neutro | basso           | arido | B1 F2 G3 I1 | IM SV CN            |
| R. heleniifolium subsp. heleniifolium | 11                | subalpino montano   | Ca         | basico | alto            | medio | C2 C3 F5 G2 | CN                  |
| R. heleniifolium subsp. bicknelli | 10                | subalpino           | Ca         | basico | alto            | medio | F5          | CN? (Liguria)       |
| R. scariosum subsp. rhaponticum | 11                | subalpino montano   | Ca – Ca/Si | basico | alto            | medio | F5 G2       | settore orientale   |
| R. scariosum subsp. lamarckii | 11                | subalpino           | Ca/Si - Si | acido  | alto            | medio | F5 G2       | settore occidentale |
| Legenda e note alla tabella. Substrato con “Ca/Si” si intendono rocce di carattere intermedio (calcari silicei e simili); vengono prese in considerazione solo le zone alpine del territorio italiano (sono indicate le sigle delle province). Comunità vegetali: 10 = comunità delle praterie rase dei piani subalpino e alpino con dominanza di emicriptofite; 11 = comunità delle macro- e megaforbie terrestri; 12 = comunità delle lande di arbusti nani e delle torbiere; Ambienti: B1 = campi, colture e incolti; C2 = rupi, muri e ripari sotto roccia; C3 = ghiaioni, morene e pietraie; F2 = praterie rase, prati e pascoli dal piano collinare al subalpino; F5 = praterie rase subalpine e alpine; G2 = praterie rase dal piano collinare a quello alpino; G3 = macchie basse; I1 = boschi di conifere; |                   |                     |            |        |                 |       |             |                     |

## Tassonomia
La famiglia di appartenenza di questa voce (Asteraceae o Compositae, nomen conservandum) probabilmente originaria del Sud America, è la più numerosa del mondo vegetale, comprende oltre 23.000 specie distribuite su 1.535 generi, oppure 22.750 specie e 1.530 generi secondo altre fonti (una delle checklist più aggiornata elenca fino a 1.679 generi). La famiglia attualmente (2021) è divisa in 16 sottofamiglie.
La tribù Cardueae (della sottofamiglia Carduoideae) a sua volta è suddivisa in 12 sottotribù (la sottotribù Centaureinae è una di queste). Il genere Rhaponticum contiene una trentina di specie, tre delle quali fanno parte della flora spontanea italiana.

### Filogenesi

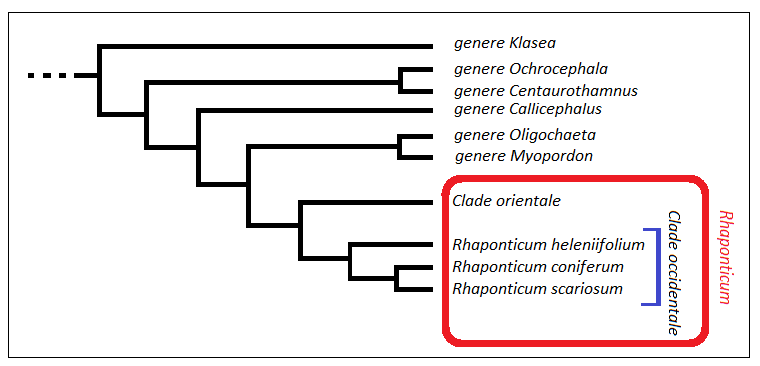
Cladogramma del Rhaponticum Group

La tassonomia delle specie di questo genere ha subito più di qualche modifica nel corso di questi ultimi tempi. Inizialmente Linneo aveva descritto le specie nel genere  Centaurea. Più tardi alcune specie sono state trasferite nel genere Leuzea. La circoscrizione del "Rhaponticum Group" è confermata anche da studi di tipo filogenetico. Tuttavia alcune checklist propongono ancora le specie del genere Rhaponticum all'interno del genere Leuzea e in particolare considerano Rhaponticum un sinonimo di Centaurea.
La classificazione della sottotribù Centaureinae rimane ancora problematica e piena di incertezze. Il genere di questa voce è inserito nel gruppo tassonomico informale Rhaponticum Group formato da 6 generi. La posizione filogenetica di questo gruppo nell'ambito della sottotribù è abbastanza "basale" tra i gruppi informali Volutaria Group e Serratula Group.
In particolare il gruppo risulta monofiletico ma strettamente legato (come “gruppo fratello”) al genere Klasea Cass. (genere appartenente alle stessa sottottribù ma ad un altro gruppo: "Serratula Group"). Il genere Rhaponticum è suddiviso in due cladi fortemente supportati:
- (1) Clade Orientale: composto principalmente da specie dell'Asia Centrale; in questo clade, per mantenerne la monofilia, sono state incluse anche le specie del genere Acroptilon Cass.;
- (2) Clade Occidentale: composto da specie provenienti dall'Europa e Nord Africa; in questo clade, per mantenerne la monofilia, sono state incluse anche le specie del genere Leuzea DC..

Con l'inclusione dei due generi Acroptilon e Leuzea il genere Rhaponticum risulta monofiletico.

Il cladogramma a lato tratto dallo studio citato (e semplificato) visualizza i due cladi del genere (clade orientale e occidentale) i generi componenti il gruppo Rhaponticum Group e il genere “gruppo fratello” Klasea.

Il genere Rhaponticum è a capo del "Rhaponticum Group" un gruppo di generi affini nell'ambito della sottotribù Centaureinae (Cass.) Dumort., 1827. Questo gruppo è formato oltre che dal genere di questa voce anche dai seguenti altri generi:
- Callicephalus C.A.Mey.
- Oligochaeta (DC.) K.Koch
- Myopordon Boiss.
- Centaurothammus Wagenitz & Dittrich
- Ochrocephala Dittrich

I principali caratteri distintivi del gruppo sono:
- l'habitus principalmente è formato da erbe perenni (raramente annuali) senza spine;
- i capolini sono omogamici;
- gli apici delle brattee dell'involucro sono larghi, scariosi (ma non spinosi) e bianco-argentati;
- i frutti acheni spesso sono dimorfici;
- il pappo raccolto in una anello è deciduo.

Il genere Rhaponticum è simile al genere Centaurea, differisce per il portamento più grande rispetto alle specie degli altri generi affini, le foglie sono più o meno intere, i capolini sono grandi con solamente fiori ermafroditi tubulosi e con le setole esterne del pappo minori rispetto alle interne.
Il numero cromosomico delle specie di questo genere è 2n = 18, 20, 24 e 26.

### Specie spontanee italiane
In Italia per questo genere sono presenti quattro specie spontanee:
- fiordaliso ovoide – Rhaponticum coniferum (L.) Greuter, 2003
- centaurea con foglie di elenio – Rhaponticum heleniifolium Gren. & Godr., 1850
- fiordaliso rapontico – Rhaponticum scariosum Lam., 1778
- Rhaponticum repens (L.) Hidalgo

Per meglio comprendere ed individuare le varie specie del genere (solamente per le specie spontanee della flora italiana) l'elenco seguente utilizza in parte il sistema delle chiavi analitiche (vengono cioè indicate solamente quelle caratteristiche utili a distingue una specie dall'altra):
- 1A: i filamenti degli stami sono lisci e glabri;

Rhaponticum repens (L.) Hidalgo - Fiordaliso della Russia: il ciclo biologico è perenne; la forma biologica è emicriptofita scaposa ("H scap"); il tipo corologico è "Eurasiatico"; l'habitat tipico per queste piante sono i pascoli e i coltivi; la distribuzione sul territorio italiano è relativa al Tirolo Meridionale.
- 1B: i filamenti degli stami sono papillosi e glabri;

- 2A: la forma dell'involucro del capolino è piriforme-ovoide; i peli del papo sono piumosi (il pappo è caduco);

Rhaponticum coniferum (L.) Greuter - Fiordaliso ovoide: l'altezza delle piante è di circa 5 – 15 dm; il ciclo biologico è perenne; la forma biologica è emicriptofita scaposa ("H scap"); il tipo corologico è "Ovest - Mediterraneo"; l'habitat tipico per queste piante sono le garighe, i prati umidi e le pinete; la distribuzione sul territorio italiano è relativa al nord e alle isole fino ad una altitudine di 1.000 m s.l.m..
- 2B: la forma dell'involucro del capolino è emisferico; i peli del papo sono denticolati (il pappo è persistente);

Rhaponticum scariosum Lam. s.l. - Fiordaliso rapontico: il fusto nella parte alta è nudo; il diametro del capolino è di circa 5 – 6 cm. L'altezza delle piante è di circa 3 – 15 dm; il ciclo biologico è perenne; la forma biologica è emicriptofita scaposa ("H scap"); il tipo corologico è "Endemico - Alpico"; l'habitat tipico per queste piante sono i pascoli alpini e i pendii sassosi; la distribuzione sul territorio italiano è relativa al nord (Alpi orientali) fino ad una altitudine compresa fra 750 e 2.500 m s.l.m..
Rhaponticum heleniifolium Gren. & Godr. Centaurea con foglie di elenio: il fusto è foglioso fino in alto; il diametro del capolino è di circa 6 – 11 cm. L'altezza delle piante è di circa 4 – 15 dm; il ciclo biologico è perenne; la forma biologica è emicriptofita scaposa ("H scap"); il tipo corologico è "Ovest - Alpico" (Endemico); l'habitat tipico per queste piante sono le praterie rase subalpine, i megaforbieti e i popolamenti a felci; la distribuzione sul territorio italiano è relativa al nord (Alpi occidentali) fino ad una altitudine compresa più o meno fra 800 e 2.200 m s.l.m..
In passato (o in altre checklist) queste specie hanno avuto denominazioni diverse (vedi il seguente elenco):
| Taxon                                 | ”Flora d’Italia”                                  | ”Flora Alpina”                                                                       | Altre checklist                                              |
| ------------------------------------- | ------------------------------------------------- | ------------------------------------------------------------------------------------ | ------------------------------------------------------------ |
| R. coniferum                          | Leuzea conifera (L.) DC.                          | Leuzea conifera (L.) DC.                                                             | Rhaponticum coniferum (L.) Greuter                           |
| R. heleniifolium subsp. heleniifolium | R. scariosum Lam. subsp. lyratum (Bellardi) Hayek | Stemmacantha heleniifolia (Godr. & Gren.) Dittrich subsp. heleniifolia               | Rhaponticum heleniifolium subsp. heleniifolium Godr. & Gren. |
| R. heleniifolium subsp. bicknelli     | R. scariosum Lam. subsp. bicknelli (Briq.) Pign.  | Stemmacantha heleniifolia (Godr. & Gren.) Dittrich subsp. bicknelli (Briq.) Dittrich | Rhaponticum heleniifolium subsp. bicknelli (Briq.) Greuter   |
| R. scariosum subsp. rhaponticum       | R. scariosum subsp. scariosum                     | Stemmacantha rhapontica (L.) Dittrich subsp. rhapontica                              | Rhaponticum scariosum subsp. rhaponticum (L.) Greuter        |
| R. scariosum subsp. lamarckii         | Rhaponticum scariosum Lam. subsp. scariosum       | Stemmacantha rhapontica (L.) Dittrich subsp. lamarckii Ditrich                       | Rhaponticum scariosum Lam. subsp. scariosum                  |

### Specie presenti in Europa
Oltre alle tre specie della flora spontanea italiana, in Europa (e in generale nell'area mediterranea) sono presenti le seguenti altre specie:
- Rhaponticum acaule (L.) DC. - Distribuzione: dalla Libia a Marocco
- Rhaponticum canariense DC. - Distribuzione: Isole Canarie
- Rhaponticum carthamoides (Willd.) Iljin - Distribuzione: Repubblica Ceca (specie naturalizzata)
- Rhaponticum centauroides (L.) O. Bolòs - Distribuzione: Francia e Spagna
- Rhaponticum cossonianum (Ball) Greuter - Distribuzione: Marocco
- Rhaponticum exaltatum (Willk.) Greuter - Distribuzione: Penisola Iberica e Marocco
- Rhaponticum insigne (Boiss.) Wagenitz - Distribuzione: Anatolia
- Rhaponticum longifolium (Hoffmanns. & Link) Soskov - Distribuzione: Portogallo e Marocco
- Rhaponticum pulchrum Fisch. & C. A. Mey. - Distribuzione: Transcaucasia
- Rhaponticum repens (L.) Hidalgo - Distribuzione: Europa (escluse le penisole Iberica, Balcanica e Scandinava)
- Rhaponticum serratuloides (Georgi) Bobrov - Distribuzione: Europa sud orientale e Anatolia

### Sinonimi
L'entità di questa voce ha avuto nel tempo diverse nomenclature. L'elenco seguente indica alcuni tra i sinonimi più frequenti:
- Acroptilon Cass.
- Cestrinus Cass.
- Fornicium Cass.
- Klaseopsis  L. Martins
- Leuzea DC.
- Ochrocephala Dittrich
- Stemmacantha Cass.